# Brita

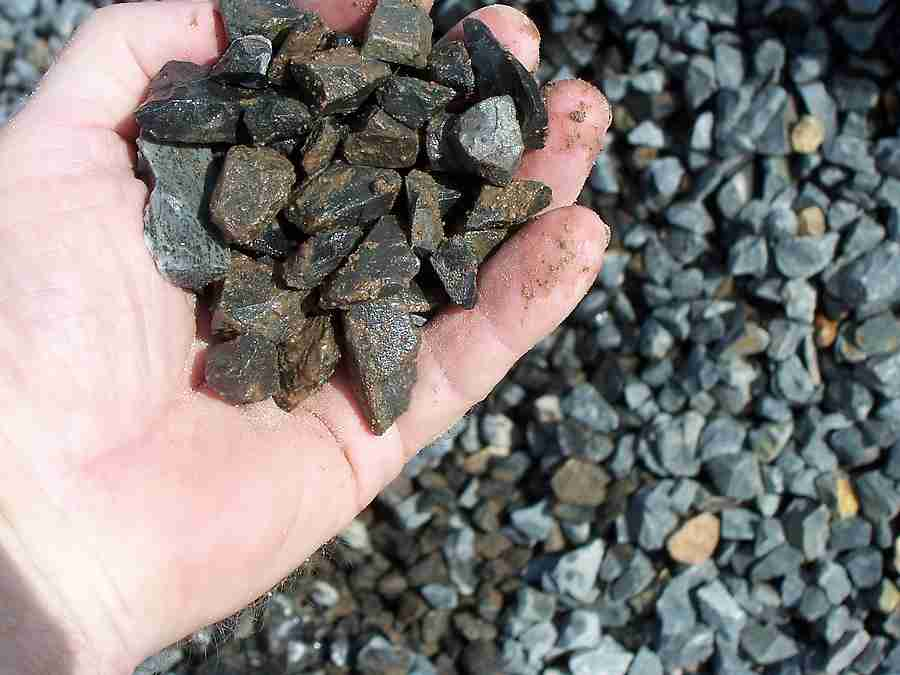
Brita de 20 milímetros para o uso de agregados de construção e paisagem.

Brita (ou pedra esmagada) é um material de construção classificado como agregado de origem artificial, de tamanho graúdo. É muito utilizada nas obras da construção civil.  Antes do processo é também chamada de basalto, uma pedra de origem ígnea ou magmática. O material, também chamado de "agregado" quando relacionado a concretos, possui massa unitária entre 1 e 2 kg/dm³ e grãos angulosos que possuem utilizações específicas. A classificação do tipo da brita é de acordo com seu diâmetro. É classificada de 0 (zero) a 5 em ordem crescente.

## Usos e distribuição
É usada fundamentalmente na fabricação de concretos, na pavimentação de rodovias, ruas e outras atividades típicas voltadas para construção, pavimentação e reparos. Este tipo de rocha é facilmente encontrada em todo o Brasil.

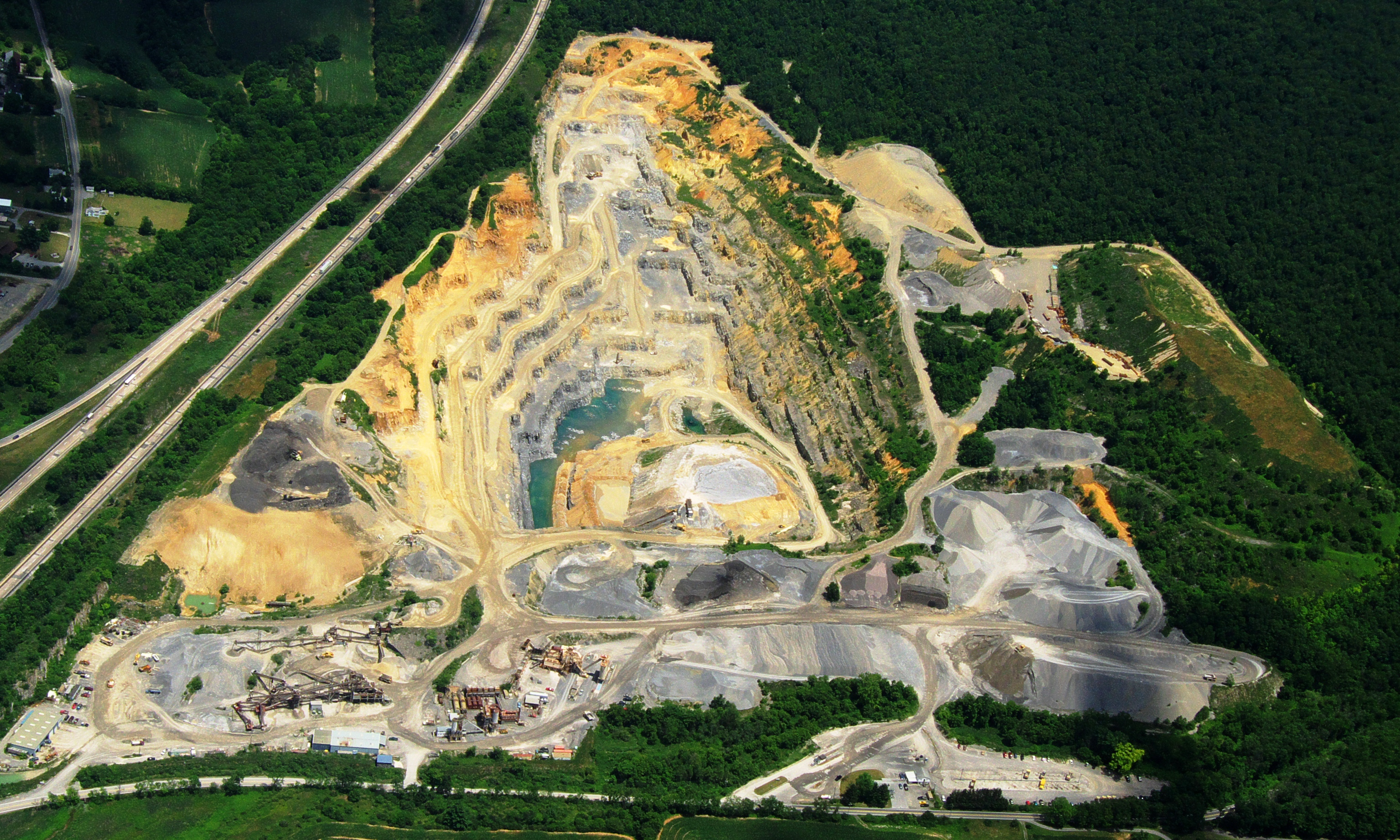
Pedreira de calcário britado perto de Bellefonte, Pensilvânia

- A brita angular é o material chave para a construção de estradas de macadam, que depende do intertravamento das faces angulares das pedras individuais para sua resistência.[2]
- Como lastro ferroviário.
- Como pedra filtrante.
- Como material compósito (com ligante) em concreto, graute, asfalto e concreto asfáltico.[3]
- No paisagismo como cobertura de solo, calçada e preenchimento para pavimentos permeáveis. Como cobertura mineral do solo, seus benefícios incluem controle da erosão, conservação da água, supressão de ervas daninhas e estética. É frequentemente visto usado em jardins de rocha e jardins de cactos.